# Édson Mendes dos Reis
Édson Mendes dos Reis (San Paolo, 17 luglio 1977) è un ex calciatore brasiliano, di ruolo difensore.

## Carriera
Iniziò la carriera nel Blumenau prima di trasferirsi in Italia al Genoa, militante in cadetteria. Nell'unica stagione italiana scese in campo in tre occasioni, di cui due in Coppa Italia, ottenendo il nono posto della Serie B. Al termine della stagione, in cui indossò il numero 15, venne ceduto.
Ritornato in patria milita in vari sodalizi prima di approdare nel 2001 al Portuguesa, club con cui milita due anni nella Serie A brasiliana. Con i rossoverdi retrocederà in cadetteria al termine della stagione 2002.
Nel 2003 passa al Santa Cruz, poi al Portuguesa Santista e nuovamente al Santa Cruz.
Nella stagione 2005-2006 milita nel Gil Vicente, club con cui otterrà il dodicesimo posto, vanificato da una retrocessione a tavolino.
Ritornato in patria, milita nel Rio Branco, nuovamente nel  Santa Cruz, nel Moto Club ed infine nel Vitória das Tabocas.